# PostmarketOS
postmarketOS (abreujat com pmOS) és un sistema operatiu principalment per a telèfons intel·ligents, basat en la distribució Alpine Linux. Té com a objectiu prolongar la vida útil dels dispositius que queden abandonats pels seus fabricants. Tradicionalment, emprava OpenRC i altres sistemes d'inici alternatius. Des de març de 2024, també passà a donar suport a Systemd per a millorar la compatibilitat amb GNOME i KDE Plasma.